# Ичет-Анью
Ичет-Анью — река в России, протекает по территории Троицко-Печорского района Республики Коми. Устье реки находится в 143 км по левому берегу реки Илыч. Длина реки — 15 км.
Исток реки на возвышенности Высокая Парма (предгорья Северного Урала). Река течёт на север, стекая с возвышенности в долину Илыча. Всё течение проходит в ненаселённой холмистой тайге на территории Печоро-Илычского заповедника. Впадает в Илыч чуть выше острова Пуштади. Ширина реки у устья — 9 метров.

## Данные водного реестра
По данным государственного водного реестра России относится к Двинско-Печорскому бассейновому округу, водохозяйственный участок реки — Печора от истока до водомерного поста у посёлка Шердино, речной подбассейн реки — Бассейны притоков Печоры до впадения Усы. Речной бассейн реки — Печора